# 理查德·拉什
理查德·拉什（英語：Richard Rush，1780年8月29日—1859年7月30日），男，美国政治家，曾任美国司法部长（1814年－1817年）和美国财政部长（1825年－1829年）。他的父亲是美国开国元勋本杰明·拉什。